# 郝琳
郝琳（1971年—），男，中国建筑师，英国剑桥大学建筑学哲学博士，英国皇家建筑师协会特许建筑师，历任香港中文大学社会科学院客座副教授，清华大学文化创意发展研究院特约研究员。曾全程负责主持成都太古里的总体规划与建筑设计，也是三亚1 Hotel海棠湾阳光壹酒店、昆明隐舍生态酒店(Innhouse)、毕马威安康社区中心、太古地产竹创社区中心等一系列落成获奖作品的负责人。

## 生平
在北京胡同里出生长大。 1990年，从北京第五中学考入清华大学建筑系，后续在美国加州大学伯克利分校、英国剑桥大学完成硕士和博士的学习。
- 1997年，于学生时代赢得纪念香港1997回归国际概念设计竞赛。[7]
- 2011年，于人民大会堂荣获中华全国妇女联合会和中国儿童少年基金会颁发的中国儿童慈善奖。
- 2012年，主持设计的昆明隐舍生态酒店（Innhouse）获颁英国皇家建筑师协会国际建筑奖（RIBA International Award）。
- 2013年12月，由清华大学建筑学院、清控人居集团、以及《生态城市与绿色建筑》（ECGB）杂志社联合主办的“建筑先锋，绿见未来——清华大学亚洲建筑高峰论坛与展览”主旨嘉宾。[9][10][11]
- 2013年，为WAN 世界建筑新闻奖评委。
- 2013，获邀参加西岸建筑与当代艺术双年展。
- 2014年，WA中国建筑奖评委。[12]
- 2014年 – 2020年，香港中文大学社会科学院客座副教授及研究生导师。
- 2020年 – 2023年，清华大学文化创意发展研究院特约研究员。
- 2008年至2015年，全程负责主持成都太古里的总体规划和建筑设计。[13][14][14]

## 代表作品
- 成都太古里[13]
- 三亚1 Hotel海棠湾阳光壹酒店
- 昆明隐舍生态酒店（Innhouse）
- 毕马威安康社区中心[15][16]
- 太古竹创社区中心

## 学术著作
他讲演写作教学广泛, 发表论文上百篇，并著有《建筑先锋 绿见未来》一书（中国林业出版社，2014，ISBN 9787503872808）。